# مارکو اوسیپاوالنینی
مارکو اوسیپاوالنینی (فنلاندی: Markku Uusipaavalniemi؛ زادهٔ ۲۳ نوامبر ۱۹۶۶) ورزشکار کرلینگ اهل فنلاند بوذ.